# Массовое убийство в микрорайоне Косая Гора
Массовое убийство в микрорайоне Косая Гора (Привокзальный территориальный округ, Тула, Россия) произошло в ночь 30 мая 2015 года в одном из частных домов. Гражданин Узбекистана Сирожиддин Шералиев, находясь в состоянии алкогольного опьянения, убил двух женщин и троих детей, а также нанёс тяжёлые ранения 7-летнему мальчику и 37-летнему мужчине; одну из девочек убийца изнасиловал. После совершения преступления мужчина попытался скрыться, однако сотрудникам правоохранительных органов удалось задержать его.
В июне 2016 года началось судебное рассмотрение дела. По итогам комплексной психолого-психиатрической экспертизы Шералиев был признан вменяемым. 17 ноября 2016 года Тульский областной суд признал мужчину виновным в убийствах, покушениях на убийство и совершении насильственных действий сексуального характера в отношении лица, не достигшего 14-летнего возраста, и приговорил его к пожизненному лишению свободы.
Произошедшее вызвало широкий общественный резонанс, повлекло за собой реакцию официальных лиц, ряд отставок и увольнений, а также возбуждение уголовных дел о халатности против полицейского, принявшего сигнал об убийстве, и сотрудников школы-интерната, в которой обучались погибшие девочки.

## Личность преступника и предпосылки
Сирожиддин Камбаралиевич Шералиев родился в 1986 году в Узбекистане. Являясь гражданином Республики Узбекистан, в России он первоначально проживал, оформив временную регистрацию, однако, когда её срок действия истёк, оформлять новые документы не стал и продолжил жить на территории страны нелегально. В Тулу Шералиев переехал в 2011 году, некоторое время подрабатывал подсобным рабочим на стройке. В 2013 году поселился у пенсионерки в микрорайоне Косая Гора: пожилая женщина позволяла мужчине жить у себя в обмен на помощь по хозяйству.
Шералиев имел проблемы с алкоголем, в чём впоследствии признавался сам. Мужчина мечтал накопить на собственный дом, однако весь заработок приходилось отправлять безработному отцу. «С 6 мая 2006 года я начал пить водку утром, в обед и вечером», — рассказывал Сирожиддин в ходе судебного процесса об убийствах.
В ноябре 2013 года Шералиев познакомился с Еленой Романовой (родилась 31 марта 1966) и её дочерью Надеждой Андреевой (родилась 7 октября 1985 года). Зная о том, что у самой Надежды уже четверо детей, мужчина попытался завести с ней отношения, однако это ему не удалось; тем не менее, как отмечало издание «Московский комсомолец», Сирожиддин не перестал общаться с семьёй и неоднократно был гостем в их доме.
За год до событий мая 2015 года Романова и Андреева вместе с детьми переехали в дом № 26 по Орловскому шоссе в микрорайоне Косая Гора. К этому времени 29-летняя Надежда сожительствовала с Оскаром Буниязовым (родился в 1978 году), который, как и Шералиев, был уроженцем Узбекистана. «Правда, в гостях у неё довольно часто бывали другие мужчины. На детей было немного жаль смотреть. Бегали малютки где хотели, пока их мама пила», — приводила слова одна из соседок женщин тульская газета «Слобода». Другие соседи впоследствии также отзывались о семье Надежды отрицательно, сообщая СМИ о многочисленных конфликтах между её членами, нередко заканчивавшихся драками.

## Ход событий
— Алло, полиция? Это Косая Гора, у нас Орловское шоссе. Здесь убили бабушку.

— Что сделали?

— Убили бабушку.

— Орловское шоссе, дом?

— 26.

— Дом частный или квартира?

— Частный, частный…

— А кто убил бабушку?

— Пацан, дядя. Быстрее, он еще там!
29 мая 2015 года Сирожиддин Шералиев, принеся с собой пиво и водку, в очередной раз пришёл в дом, где проживали Романова и Андреева. В доме, помимо женщин, находились дети Андреевой, через некоторое время пришёл и Оскар Буниязов. На улице рядом с домом Шералиев, Романова, Андреева и Буниязов устроили застолье, которое завершилось ближе к полуночи; Сирожиддину было предложено остаться переночевать, он согласился. Ночью Шералиев проснулся, поскольку захотел пить, в это же время проснулась и Андреева; они совершили половой акт, после чего вновь выпили и разошлись спать.
В обвинительном заключении по делу отмечалось, что в период времени с 2:30 до 2:47 (UTC+3:00) «Шералиев на почве возникших личных неприязненных отношений» принял решение убить Елену Романову. «Просто открыл глаза и пошел убивать», — впоследствии объяснял свои действия в ходе судебного процесса мужчина. Взяв кухонный нож и подойдя к спящей женщине, убийца нанёс ей несколько ударов в грудь и шею. От криков Романовой проснулись дети; осознав, что они могут стать свидетелями преступления, Шералиев решил убить и их.
Сергею Дроздову (2007 года рождения) Шералиев нанёс удар ножом в грудь, однако тот вырвался и побежал в спальню матери, где убийца и настиг ребёнка, перерезав ему горло; здесь же он расправился с Надеждой Андреевой и попытался убить Оскара Буниязова. «Я начал отталкивать его, спросил „Ты что делаешь?“, но он не отвечал. Я вырвался и выбежал на улицу, но когда понял, что далеко не уйду, сел в кресло рядом с домом», — рассказывал впоследствии выживший мужчина. Раненому мальчику также удалось остаться в живых, поскольку поза, в которой он лежал на полу, не позволила потерять много крови.
Следующими жертвами Шералиева стали мальчик 2010 года рождения и две девочки 2004 и 2006 годов рождения. Преступник прижал пятилетнего ребёнка к дивану и на глазах у его десятилетней сестры нанёс ему несколько ударов ножом, а затем убил и саму девочку. Второй из сестёр, которая в этот момент укрылась в ванной комнате, удалось дозвониться в полицию и сообщить о происходящем. Войдя в ванную, Шералиев увидел девочку, и, как было доказано в ходе судебного разбирательства, произвёл с ней «действия сексуального характера», после чего убил, нанеся 16 ножевых ранений. «Я сказал ей снимать штаны. Зачем — не знаю. Я ничего с ней не делал», — впоследствии заявлял Шералиев, отрицая факт совершения насильственных действий.
Звонок из дома, где совершалось убийство, поступил в дежурную часть УМВД по Туле около 3:30, был принят инженером-электронщиком лейтенантом полиции Сергеем Песенниковым, который в ту ночь подменял оперативного дежурного, и длился около 40 секунд. После того, как связь внезапно прервалась, полицейский связался с дежурной частью в микрорайоне Косая Гора: звонок был совершён в 3:34 и длился чуть больше двух минут. В 3:39 сотрудник косогорской дежурной части позвонил оперативникам, которые выехали к месту происшествия.
Тем временем Шералиев вымыл ножи, использованные им при совершении убийств, и принял душ, после чего вспомнил о убежавшем Буниязове. Оскар продолжал оставаться в кресле неподалёку от места происшествия. Выйдя из дома с ножом, убийца направился в сторону раненого, но увидел подъезжающий полицейский автомобиль и попытался скрыться. «Я работаю таксистом, и когда вёз очередную пассажирку, проезжал мимо этого дома. Когда мы поравнялись с ним, то увидели, что по тротуару бежит крепкий такой мужчина, в салатовой майке и без ботинок, как будто подпрыгивая. Его преследовали двое полицейских с автоматами», — описывал события той ночи водитель Вячеслав Луканин.
Сотрудникам правоохранительных органов удалось задержать Шералиева, в 3:49 они по телефону доложили о задержании подозреваемого.

## Предварительное следствие
При задержании Шералиев кричал, что никого не убивал, однако уже в ходе первых допросов признался в совершении преступлений. 31 мая 2015 года Советский районный суд Тулы избрал ему меру пресечения в виде заключения под стражу сроком на два месяца; впоследствии этот срок неоднократно продлевался.
Шералиева поместили в СИЗО № 1 Тулы; как сообщил «Первый тульский телеканал» со ссылкой на Следственный комитет, подозреваемый попросил перевести его в одиночную камеру, опасаясь нападения со стороны сокамерников, ходатайство было удовлетворено. 4 июня 2015 года стало известно, что Шералиеву предъявлено обвинение в убийствах, покушениях на убийство и совершении насильственных действий сексуального характера.
Всего в ходе расследования дела сотрудники СК России допросили более 100 свидетелей и провели более 40 судебных экспертиз. Первоначально в Следственном комитете сообщили, что в посольстве и консульстве Республики Узбекистан «вообще не проявляют интерес» к делу. Позже стало известно, что для установления всех обстоятельств произошедшего следователи выезжали на родину подозреваемого, где проводили следственно-оперативные мероприятия.
17 мая 2016 года в прокуратуре Тульской области сообщили, что первый заместитель прокурора Тульской области утвердил обвинительное заключение по делу Шералиева, а само уголовное дело, состоящее из 16 томов, направлено в суд для рассмотрения по существу. При этом к уже имеющимся пунктам было добавлено обвинение в покушении на кражу чужого имущества: Шералиев предположительно пытался украсть мобильный телефон одного из потерпевших.

## Суд
27 мая 2016 года в Тульском областном суде состоялось предварительное слушание по делу о массовом убийстве, проходившее в закрытом режиме. 8 июня состоялось первое заседание. Было объявлено, что слушания будут проходить в открытом режиме в присутствии обвиняемого, которому был предоставлен переводчик. Группу государственного обвинения возглавил лично прокурор Тульской области Александр Козлов. Судья Марианна Болдова зачитала письменную жалобу Шералиева, в которой он заявил, что его заставили признать убийство умышленным: «Я никого умышленно не убивал. Не знаю, что со мной произошло. Наверное, много выпил. С этой семьей я был в хороших отношениях».
24 июня 2016 года государственное обвинение заявило ходатайство о назначении Шералиеву комплексной психолого-психиатрической экспертизы, которое суд удовлетворил 28 июня. К тому времени с подсудимым уже работали специалисты, выявившие у него расстройство личности смешанного типа. Также на заседании 24 июня подсудимый попросил перевести его в общую камеру: по его словам, ранее попроситься в одиночную его заставили полицейские.
На заседании 14 октября были оглашены результаты психолого-психиатрического исследования: по итогам обследования в Государственном научном центре социальной и судебной психиатрии имени В. П. Сербского Шералиев был признан вменяемым.
В ходе процесса был допрошен ряд свидетелей, в том числе пострадавший Оскар Буниязов, задержавшие Шералиева полицейские, двоюродная сестра погибшей Надежды Андреевой Анастасия Свистунова, пенсионерка, у которой некоторое время жил Шералиев, а также выживший мальчик Сергей Дроздов. Прокурор из группы государственного обвинения Татьяна Безверова заявила ходатайство о проведении допроса ребёнка в закрытом режиме, в отсутствие прессы и самого Шералиева; ходатайство было удовлетворено. Допрос продолжался около получаса, как отмечала журналист издания «Московский комсомолец» Антонина Маркова, подсудимого несколько раз приводили в зал, но затем вновь выводили обратно. Позже выяснилось, что мальчику в ходе допроса стало плохо. До прибытия медицинских работников Сергея отвели в кабинет судьи, а после родственники увезли его домой.
2 ноября 2016 года состоялись прения по делу. Государственный обвинитель просил суд назначить подсудимому наказание в виде пожизненного лишения свободы. Адвокат Шералиева выступил с просьбой назначить своему подзащитному любое наказание, кроме пожизненного лишения свободы. «Не оспаривая предъявленное обвинение и квалификацию преступления, моя позиция как адвоката не может быть иной. Мой подзащитный отрицает кражу мобильного телефона и насилие над несовершеннолетней девочкой. В деле об убийстве такое количество доказательств и показаний свидетелей не оставляет защите шансов смягчить приговор. За убийство людей и детей преступник должен отвечать, и мой подзащитный это понимает. Он сказал, что оставляет приговор на усмотрение суда. Однако у моего подзащитного остались родственники, родители. Для них он тоже человек. И они хотят увидеть его ещё хотя бы раз в жизни», — заявил защитник.
11 ноября суд заслушал последнее слово Шералиева, которое он изложил на бумаге:

Прошу извинения. Я виноват и признаю свою вину. Сам не знаю, что со мной случилось в тот день, наверное, я много выпил. Я переживаю и боюсь спросить, что мне будет. Я готов нести наказание. Я бы хотел, чтобы мне дали срок, после которого я смогу выйти и увидеть родных.

### Приговор
17 ноября 2016 года состоялось последнее заседание по делу. Суд признал Шералиева виновным в совершении преступлений, предусмотренных пунктами «а», «в», «д», «к» части 2 статьи 105 (убийство 5 лиц, в том числе малолетнего, совершенное с особой жестокостью, с целью скрыть другое преступление), части 3 статьи 30, пунктами «а», «в», «д», «к» части 2 статьи 105 (покушение на убийство 2 лиц, в том числе малолетнего, совершенное с особой жестокостью, с целью скрыть другое преступление), пунктом «б» части 4 статьи 132 (насильственные действия сексуального характера в отношении лица, не достигшего 14-летнего возраста) Уголовного кодекса Российской Федерации. Убийце было назначено наказание в виде пожизненного лишения свободы с отбыванием наказания в исправительной колонии особого режима; кроме того, суд удовлетворил иск о возмещении морального вреда потерпевшим в размере 3,5 миллионов рублей.
В начале декабря 2016 года защита Шералиева обжаловала приговор Тульского областного суда, направив апелляцию в Верховный суд Российской Федерации, однако 15 февраля 2017 года стало известно, что Судебная коллегия по уголовным делам Верховного суда оставила приговор без изменения.

## Реакция и последствия
Преступление вызвало широкий общественный резонанс. Губернатор Тульской области Владимир Груздев заявил, что взял расследование убийства под свой личный контроль. Выступая в эфире радиостанции «Комсомольская правда» 2 июня 2015 года, он отметил, что в деле «много нюансов» и «целый пласт, целый ком проблем», но в первую очередь связал произошедшее с проблемами нелегальной миграции и «неполных семей».
В начале июня 2015 года ушла в отставку Инна Щербакова, уполномоченный по правам ребёнка в Тульской области, заявившая, что воспринимает произошедшее как личную трагедию. «Может быть, в этом происшествии и нет моей прямой вины, все же считаю это своей недоработкой», — сообщила она. Губернатор Груздев охарактеризовал отставку Щербаковой как «ответственное решение». В конце июня 2015 года она была назначена на должность заместителя министра труда и социальной защиты Тульской области.
Уполномоченный при президенте Российской Федерации по правам ребёнка Павел Астахов, посетив с рабочим визитом Тулу 2 июля 2015 года, прокомментировал ситуацию, отметив, что «трагедии случаются там, где начинается неблагополучие». «Так и здесь, я посмотрел всю историю, все привело к ужасной трагедии. Следствие, конечно, виновного уже нашло, но что это дает? Ведь это уже последний рубеж обороны, которую уже прорвали и мы все вместе оказались в проигрыше. И я здесь не говорю, что основная вина на государстве, которое не пришло вовремя или не помогло. А где были люди, которые рядом жили, вот где были соседи, которые все это видели?», — высказался омбудсмен.

### Уголовные дела о халатности
Вскоре после произошедшего Следственным комитетом был возбуждён ряд уголовных дел по статье 293 («халатность») Уголовного кодекса Российской Федерации, фигурантами которых стали сотрудники Тульской коррекционной школы-интерната 7-го вида, в которой учились убитые девочки, а также полицейский Сергей Песенников, который принял сигнал об убийстве в ночь 30 мая. Следователи отметили, что к матери и бабушке погибшие школьницы должны были приехать только на выходные, однако они оказались дома уже в пятницу, именно в тот день, когда и произошло преступление. Действия Песенникова были охарактеризованы как «способствующие совершению убийства»: лейтенант полиции не выяснил у звонившей девочки полные данные об обстоятельствах преступления, сведения об очевидцах, состоянии самой звонившей и её малолетнем возрасте, сведения о приметах преступника и его нахождении в доме, а также о том, что на месте происшествия находилось ещё трое детей.
В УМВД по Тульской области встали на защиту Песенникова: 2 июня 2015 года в специальном релизе пресс-службы управления было отмечено, что «оперативное и профессиональное реагирование» полицейского позволило быстро найти и задержать Шералиева. «Благодаря грамотным и высокопрофессиональным действиям оперативного дежурного по управлению нарядами УМВД России по городу Туле лейтенанта полиции Сергея Песенникова удалось спасти ребёнка и мужчину, а также „по горячим следам“ задержать подозреваемого в совершении убийства пяти человек, в том числе троих несовершеннолетних», — подчеркнули в заявлении.
Директор школы-интерната был уволен «по соглашению сторон», после чего, по определению журналиста ресурса «Медиазона» Марии Климовой, «замяли и дело против его подчиненных». Уголовное дело против Сергея Песенникова в августе 2016 года было передано в Центральный районный суд Тулы, при этом сам полицейский своей вины не признал. Адвокат Сергей Зубарев, представлявший интересы Песенникова, обратил внимание суда на существенные расхождения в уголовных делах о массовом убийстве и халатности. «Если верить обвинительному заключению по делу против Шералиева, то с момента звонка девочки в полицию оставалось совсем немного времени до того, как преступник разделался со всей семьей», — заявил юрист.
15 сентября 2016 года суд удовлетворил ходатайство защиты Песенникова о возвращении уголовного дела в прокуратуру «для устранения недостатков». Государственное обвинение данное решение оспорило, аргументируя это тем, что «ссылка адвоката в ходатайстве о том, что имеются противоречия в установлении времени совершения преступления Шералиевым С. К. в обвинительном заключении в отношении Песенникова С. И. не является препятствием для рассмотрения уголовного дела». В январе 2017 года уголовное дело Песенникова было вновь передано в Центральный районный суд Тулы. 30 июня 2017 года полицейский был признан виновным в халатности и приговорён к штрафу в 100 000 рублей с лишением права занимать должности в правоохранительных органах сроком на три года; определением судебной коллегии по уголовным делам Тульского областного суда от 4 сентября 2017 года приговор был оставлен без изменений.

## Схожие инциденты
В связи с делом Шералиева российскими федеральными и тульскими средствами массовой информации упоминалось убийство семьи Шкарупа, произошедшее в Туле в ночь 24 на 25 июля 2011 года. Жертвами преступления стали пять человек: молодая женщина Мария Шкарупа, её пожилая мать и трое сыновей; все убитые были родственниками дирижёра и педагога Леонида Павловича Шкарупы. По подозрению в убийстве был задержан 19-летний местный житель Иван Иванченко. 29 декабря 2012 года Тульской областной суд признал Иванченко виновным по всем пунктам обвинительного заключения и приговорил его к пожизненному лишению свободы.
Прессой в качестве схожих инцидентов упоминались и другие резонансные преступления, жертвами которых становились дети: ритуальное убийство подростков в Ярославле в июне 2008 года, массовое убийство в станице Кущёвской в ноябре 2010 года, убийство Олегом Беловым членов своей семьи летом 2015 года.